# Jones-Schelfeis
Koordinaten: 67° 31′ S, 67° 1′ W

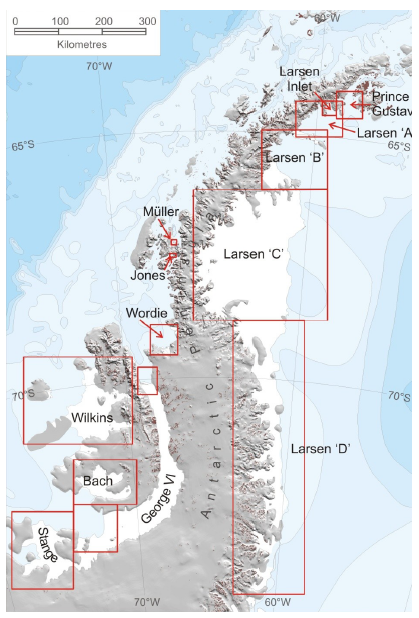
Lage des Jones-Schelfeises (Mitte links) an der Westküste der Antarktischen Halbinsel

Das Jones Schelfeis war ein kleines antarktisches Schelfeis, das bis 2003 den Jones-Kanal zwischen der Arrowsmith-Halbinsel und der Blaiklock-Insel ausfüllte.
Es hatte eine Fläche von knapp 30 km², war zwischen 150 m und 250 m dick und wurde in erster Linie vom Heim-Gletscher gespeist.
Nach einer Phase der relativen Stabilität begann es ab 1970 sich zurückzuziehen und löste sich 2003 vollständig auf.